# برونسون شاما
برونسون شاما (بالإنجليزية: Bronson Chama)‏ هو لاعب كرة قدم زامبي في مركز الدفاع، ولد في 4 مارس 1986 في زامبيا. شارك مع منتخب زامبيا لكرة القدم.

## وصلات خارجية
- برونسون شاما على موقع قاعدة بيانات كرة القدم.إي يو (الإنجليزية)
- برونسون شاما على موقع ناشيونال فوتبول تيمز (الإنجليزية)
- برونسون شاما على موقع Soccerway.com (الإنجليزية)